# 巴卜区
巴卜區（阿拉伯语：‎）或稱阿尔-巴卜区，為敘利亞阿勒颇省的區，位在敘利亞北部。巴卜為該區的首府。
巴卜區其中三個分區在2009年的行政區劃調整中分離並新設代爾哈菲爾區。2004年的人口普查中該區人口為201,589人（扣除已分離出的代爾哈菲爾區）。

## 分區
巴卜區共分成4個分區或子區（nawāḥī）（2004年數據）：
| PCode    | 名稱       | 面積（km²） | 人口    | 首府   |
| -------- | ---------- | ----------- | ------- | ------ |
| SY020200 | 巴卜分區   | 489.27      | 112,219 | 巴卜   |
| SY020201 | 泰德夫分區 | 321.24      | 41,951  | 泰德夫 |
| SY020202 | 拉里分區   | 352.30      | 15,378  | 拉里   |
| SY020203 | 阿里馬分區 | 317.38      | 32,041  | 阿里馬 |